# Stefan Pasborg
Stefan Pasborg (født 6. december 1974) er en dansk trommeslager, som startede med trommerne allerede i en alder af tre år, da han fik sit første trommesæt af den danske trommeslager Alex Riel. Han blev også Pasborgs første underviser, og siden da har Pasborg udviklet sig til at være en markant musiker på den europæiske jazzscene.[kilde mangler]
Han er uddannet fra Solist-linjen ved Rytmisk Musikkonservatorium i København i 2002 og studerede her med bl.a. Peter Danemo, Aage Tangaard, Brian Blade, Joey Baron, Jim Black, Ed Thigpen.
I 2003 var Stefan Pasborg initiativtager til kunstnersammenslutningen / selskabet ILK Music og udover at være blevet kåret som ’Årets Nye Danske Jazznavn’ ved Danish Music Awards 2004, modtog han ved samme lejlighed prisen som ’Årets Danske Jazzoverraskelse’ for hans udgivelse ’TOXIKUM’ (ILK 2003, co-ledet sammen med litauiske Liudas Mockunas).
Hans første udgivelse i eget navn – TriplePoint (ILK 2007) – blev udvalgt til den verdensomspændende Top-5 på All About Jazz, New York’s liste "Best Debut Albums of 2007”.
Han har optrådt og indspillet med musikere som: John Tchicai, Marc Ducret, Ellery Eskelin, Tomasz Stanko, Ray Anderson, Tim Berne, Palle Danielsson, Anders Jormin, Miroslav Vitous, Michael Formanek, Jesper Zeuthen, Alex Riel, , Kjetil Møster, Lotte Anker og Peter Friis Nielsen m.fl… Og har turnéret i det meste af Europa og i USA, Canada, Afrika og Asien – både som bandleader og som sideman.
Han har desuden arbejdet sammen med digteren Henrik Nordbrandt i projektet ’Nordbrandt i Musik’ og sammen med grafikeren Martin de Thurah i ’Method Project’.
Stefan Pasborg blev i 2011 udvalgt til at være Artist-in-Residence på Copenhagen Jazzhouse, og i 2012 producerede DR fem dokumentar-programmer om ham og hans musik.

”This is not just one of Europe’s most interesting drummers, but one of Europe’s most interesting musicians… Stefan Pasborg, the H.C. Andersen of contemporary jazz” – Jazz Journal, UK
”For everyone who appreciates drums at their best, listen closely to Stefan’s work and be amazed’’ – Hammondbeat, USA.
”The revelation of the set was undoubtedly the young drummer Stefan Pasborg’’ – The Wire Magazine, UK.
“Stefan Pasborg definitely prooved that he is one of the best drummers in Europe” – Jazz Podium, Germany.
”Trommeslageren Stefan Pasborg tilhører de mere gudsbenådede på denne jord…Hans ekstatiske spil på trommesættet var her helt uden sidestykke. Det er virkelig en verdenstrommeslager vi har der” – Gaffa, DK.

## Udvalgte priser
- Gudmanprisen 2017 (sammen med Alex Riel)
- DMA ved 'Danish Music Awards Jazz 2011' (for albummet Pasborgs Odessa 5 "Xtra Large")
- To DMA’er ved 'Danish Music Awards Jazz 2004' (ham selv og Toxikum).
- Solist Prisen ved ’16th European Jazz Contest 1997’ i Tyskland.
- Rytmisk Musikkonservatoriums Talent Pris i 2000.
- 1. Prisen ved ’5th European Tournament of Improvised Music 2001’ i Frankrig.
- Statens Kunstfonds arbejdslegat flere gange.
- Komponiststøtte fra Dansk Musiker Forbund flere gange.
- Komponiststøtte fra KODA flere gange.
- Arbejdslegat fra DJBFA i flere gange.

## Diskografi
- DELIRIUM co-led with Finnish saxophonist Mikko Innanen (Fiasko Records – 2002 Finland)
- PASBORG & MOCKUNAS: “Toxikum” co-led with Lithuanian saxophonist Liudas Mockunas with a.o. Marc Ducret and John Tchicai (ILK Music – 2003 Denmark)
- IBRAHIM ELECTRIC by Ibrahim Electric, (ILK Music – 2004 Denmark)
- TRIOT with JOHN TCHICAI: “Sudden Happiness” (Tum Records – 2004 Finland)
- ICTUS – w/ Marc Ducret, Lotte Anker, Peter Friis-Nielsen: “Live” (ILK Music – 2005 Denmark)
- IBRAHIM ELECTRIC: “Meets Ray Anderson” by Ibrahim Electric featuring American trombonist Ray Anderson (Stunt Records – 2005 Denmark)
- FRA DE VARME LANDE: “Fra De Varme Lande” co-led with Danish guitarist Niclas Knudsen, Danish accordionist Anders Vesterdahl and Danish sousaphonist Jakob Munck (ILK Music – 2006 Denmark)
- IBRAHIM ELECTRIC: “Absinthe” by Ibrahim Electric (Stunt Records – 2006 Denmark)
- IBRAHIM ELECTRIC: “Meets Ray Anderson – again” by Ibrahim Electric featuring American trombonist Ray Anderson (Stunt Records – 2007 Denmark)
- STEFAN PASBORG: “Triplepoint” with among others Marc Ducret, John Tchicai, Ray Anderson and Ellery Eskelin (ILK Music – 2007 Denmark)
- PASBORG’s ODESSA 5 (Stunt Records – 2008 Denmark)
- PASBORG’s ODESSA 5: “X-tra Large” (Stunt Records – 2010 Denmark)
- PASBORG’s ODESSA 5: “X-tra Large – LIVE” (Stunt Records – 2012 Denmark)
- STEFAN PASBORG: “Free Moby Dick” (ILK Music – 2012 Denmark)
- ALEX RIEL / STEFAN PASBORG “Drumfaces” co-led with Alex Riel (Stunt Records – 2013 Denmark)
- STEFAN PASBORG / CARSTEN DAHL: “Live at SMK” with Carsten Dahl (ILK Music – 2014 Denmark)
- IBRAHIM ELECTRIC: “Rumours from Outer Space” by Ibrahim Electric (ILK Music – 2014 Denmark)
- STEFAN PASBORG: “The Firebirds” (ILK Music – 2015 Denmark)
- DAWDA JOBARTEH / STEFAN PASBORG: “Duo” (ILK Music – 2016 Denmark)
- IBRAHIM ELECTRIC: “The Marathon Concert” by Ibrahim Electric (Stunt Records – 2016 Denmark)
- ANIA RYBACKA & STEFAN PASBORG: “Voice’n’drums” (Hevhetia – 2018, Poland)
- STEFAN PASBORG: “Morricone” (limited-edition EP-vinyl, https://stixshop.net/ Arkiveret 4. august 2020 hos  Wayback Machine – 2018 DK)
- STEFAN PASBORG: “Love Me Tender” (limited-edition EP-vinyl, https://stixshop.net/ Arkiveret 4. august 2020 hos  Wayback Machine – 2018 DK)
- POLKADELIC BEBOP TRIO with Jonas Müller and Jonas Westergaard (limited-edition EP-vinyl, stixshop.net – 2018 Denmark)
- STEFAN PASBORG: “Solo” (limited-edition EP-vinyl, https://stixshop.net/ Arkiveret 4. august 2020 hos  Wayback Machine – 2018 DK)
- STEFAN PASBORG: “Man-the-Man” (limited-edition EP-vinyl, https://stixshop.net/ Arkiveret 4. august 2020 hos  Wayback Machine – 2018 DK)
- IBRAHIM ELECTRIC: “The Xmas Album” by Ibrahim Electric (limited-edition EP-vinyl, https://stixshop.net/ Arkiveret 4. august 2020 hos  Wayback Machine – 2018 Denmark)
- IBRAHIM ELECTRIC: “Time Machine” (Stunt Records – March 2020 DK)
- ALEX RIEL / STEFAN PASBORG “Universe – Live” (Stunt Records – 2021 DK)
- INNANEN-PASBORG-PIROMALLI (Clean Feed – 2021 Portugal)
- STEFAN PASBORG “Ritual Dances” (Sunnyside Records – 2022 USA)

### Udvalgte udgivelser som "side-man"
- RENT ROMUS "Blood Motions" af Rent Romus' Life's Blood Trio (Jazzheads, 1998 USA)
- KOPPEL / VITOUS / KOPPEL / DAHL / PASBORG: "The Poetic Principle" (Cowbell Music - 2008 Danmark)
- JONAS MÜLLER: "East African Prayer Meeting Suite/Nordic Suite" (ILK Music - 2008 Danmark)
- RØD PLANET "RPM", med Liudas Mockunas og Jakob Riis (ILK Records - 2008 Danmark)
- MARK O' LEARY "Grønland " af Mark O'Leary (Aucourant Records - 2009 USA)
- CARSTEN DAHL ‘EXPERIENCE’: “Humilitas” af Carsten Dahl (Storyville – 2010 Danmark)
- MARK O' LEARY: "Støj", af Mark O'Leary med Peter Friis-Nielsen (Ayler Records – 2011 Frankrig)
- WADADA LEO SMITH & TUMO: “Occupy the World” (TUM Records – 2012 Finland)
- SAMUEL HÄLLKVIST: “Variety of Loud” (BoogiePost Recordings / Plugged Music – 2012 Sverige)
- OTTO DONNER & TUMO: “And It Happened…” (TUM – 2013 Finland)
- CARSTEN DAHL ‘EXPERIENCE’: “Reveréntia” (Storyville – 2013 Danmark)
- SAMUEL HÄLLKVIST: “Variety of Live” med Guy Pratt, Pat Mastelotto a.o. (BoogiePost Recordings – 2015 Sverige)
- CARSTEN DAHL / TRINITY: “Painting Music” med Nils Bo Davidsen (ACT Music – 2019 Tyskland)
- MAJID BEKKAS: “Magic Spirit Quartet” med Goran Kajfes og Jesper Nordenström (ACT Music – 2020 Tyskland)
- CARSTEN DAHL / TRINITY: "Mirrors Within" med Nils Bo Davidsen (Storyville – 2020 Tyskland)